# Kefersteinia saccata
Kefersteinia saccata är en orkidéart som beskrevs av Franco Pupulin. Kefersteinia saccata ingår i släktet Kefersteinia och familjen orkidéer. Inga underarter finns listade i Catalogue of Life.